# Hovea tasmanica
Hovea tasmanica är en ärtväxtart som beskrevs av I.Thomps. och James Henderson Ross. Hovea tasmanica ingår i släktet Hovea och familjen ärtväxter. Inga underarter finns listade i Catalogue of Life.